# Harmadik Nagy Imre-kormány
A harmadik Nagy Imre-kormány 1956. november 3-án alakult meg, amely már valódi többpártrendszert képviselő koalíciós kormány volt. A kormányban a Magyar Szocialista Munkáspárt (MSZMP) négy, a Független Kisgazdapárt (FKgP) és a Magyarországi Szociáldemokrata Párt (MSZDP) három-három, valamint a Petőfi Párt (néven újraalapított Nemzeti Parasztpárt) két tagja foglalt helyet.

## A kormányfő és a kormány tagjai
A Minisztertanács az alábbi kormánytagokból állt:
| Tisztség                                   | Miniszter | Miniszter               | Hivatal kezdete   | Hivatal vége       | Párt        | Párt |
| ------------------------------------------ | --------- | ----------------------- | ----------------- | ------------------ | ----------- | ---- |
| A Minisztertanács elnöke                   |           | Nagy Imre               | 1956. november 3. | 1956. november 12. | MSZMP       |      |
| Külügyminiszter                            |           | Nagy Imre               | 1956. november 3. | 1956. november 12. | MSZMP       |      |
| Miniszterelnök-helyettes                   |           | Tildy Zoltán            | 1956. november 3. | 1956. november 12. | FKGP        |      |
| Államminiszter                             |           | Tildy Zoltán            | 1956. november 3. | 1956. november 12. | FKGP        |      |
| Honvédelmi miniszter                       |           | Maléter Pál vezérőrnagy | 1956. november 3. | 1956. november 12. | MSZMP       |      |
| Államminiszter                             |           | Bibó István             | 1956. november 3. | 1956. november 12. | Petőfi Párt |      |
| Államminiszter                             |           | Losonczy Géza           | 1956. november 3. | 1956. november 12. | MSZMP       |      |
| Államminiszter                             |           | Kéthly Anna             | 1956. november 3. | 1956. november 12. | MSZDP       |      |
| Államminiszter (földművelésügyi miniszter) |           | Kovács Béla             | 1956. november 3. | 1956. november 12. | FKGP        |      |
| Államminiszter                             |           | Farkas Ferenc           | 1956. november 3. | 1956. november 12. | Petőfi Párt |      |
| Államminiszter                             |           | Kelemen Gyula           | 1956. november 3. | 1956. november 12. | MSZDP       |      |
| Államminiszter                             |           | B. Szabó István         | 1956. november 3. | 1956. november 12. | FKGP        |      |
| Államminiszter                             |           | Fischer József          | 1956. november 3. | 1956. november 12. | MSZDP       |      |
| Államminiszter                             |           | Kádár János             | 1956. november 3. | 1956. november 12. | MSZMP       |      |

## Ellentmondások
Gyakorlatilag (de facto) csak egy napig, a szovjet hadsereg másnapi általános támadásáig működött. Jogilag (de iure) ez a kormány egészen 1956. november 7-éig hivatalban volt, hiszen a Magyar Népköztársaság Elnöki Tanácsa nem mentette fel. November 7-én az Elnöki Tanács végül felmentette a kormányt. (A döntés november 12-én jelent meg a Magyar Közlönyben.) Ugyanezen a napon felesküdött a Parlamentben Kádár János kormánya, amely a szovjet fegyverek védelmében alakult, törvénytelenül.
A két kormány hivatali ideje közti átfedés megoldhatatlan jogi probléma elé állította a születő Kádár-rendszert, hiszen a Kádár-kormány november 4-én hajnalban, az ungvári rádión bejelentett megalakulása nem lehetett törvényes, ha elődje akkor még hivatalban volt.
Kezdetben a Kádárt támogató szovjetek azzal próbálkoztak, hogy a Jugoszlávia budapesti nagykövetségére november 4-én menekült Nagy Imrétől néhány nappal később D. T. Sepilov külügyminiszter november 4-re visszadátumozott lemondó nyilatkozatot követelt (amit Nagy Imre megtagadott). Azért is meg kellett tagadnia, mert november 11-én az MSZMP (alapító) Intéző Bizottsága a jugoszláv nagykövetségen Donáth Ferenc, Haraszti Sándor, Losonczy Géza, Lukács György, Nagy Imre és Szántó Zoltán részvételével tartott ülésén határozatban rögzítette, hogy a Nagy Imre-kormánynak nem szabad lemondania.
Az ellentmondást a forradalom és szabadságharc vérbefojtói nem is tudták feloldani, egyszerűen eltussolták és évtizedekig senki nem mert nyíltan beszélni arról, hogy 1956-ban a bevonuló szovjet hadsereg nem a magyarok hívására érkezett, hanem a törvényes kormányt döntötte meg, és állította helyébe saját bábkormányát.
A november 23-án a romániai Snagovba hurcolt Nagy Imre hetekkel később így fogalmazta meg ezt a tényt, illetve a belőle adódó jogi következtetést a Snagovi feljegyzésekben: „Ezek az összeütközések nem az »ellenforradalom«, hanem a két hadsereg fegyveres harcának jellegét viselték magukon.” Kádár „kormányát” Nagy Imre többszörösen idézőjelben említi.